# Société le suffrage des femmes
Société le suffrage des femmes (SFF), känd som Société le droit des femmes fram till 1883, var en fransk kvinnorättsorganisation, verksam mellan 1876 och 1919. Syftet var att verka för Kvinnlig rösträtt. Det var Frankrikes första förening för kvinnlig rösträtt, grundad före Ligue Française pour le Droit des Femmes (1882). 
SFF grundades av Hubertine Auclert. Den använde sig av militanta metoder liknande den senare suffragettrörelsen i England. Den fick sitt stöd av radikala liberaler och socialister men vann aldrig något större stöd bland allmänheten. Dess främsta konkurrent Ligue Française pour le Droit des Femmes kom att bli större och utöva mer inflytande. 